# Cambises II
Cambises II (Kambujiya ou کمبوجیه em persa, ?-522 a.C.), rei da Pérsia entre 530 e 522 a.C., foi o segundo governante da dinastia dos Aquemênidas.
Herdou de seu pai, Ciro II, o maior império que o mundo jamais vira. Suas instituições, fundamentadas na auto-determinação dos povos conquistados, permitiram que Cambises se dedicasse menos à política e mais às conquistas militares. Invadiu o Egito com um grande exército formado por soldados de todos os povos do império, e, em 525 a.C., derrotou o faraó Psamético III na Batalha de Pelúsio, conquistando aquele país. Além do território egípcio, Cambises também anexou a Núbia e a Cirenaica aos seus domínios.
Enquanto Ciro foi lembrado por sua generosidade para com seus inimigos, Cambises foi lembrado como um tirano. Dizia-se que era um homem de temperamento explosivo. Segundo Heródoto, Cambises teria tido um acesso de fúria contra sua irmã grávida, e a teria matado por espancamento e logo após ele ter feito isso com sua irmã deixou o cargo de rei e quem passou a governar foi Dario que foi um dos melhores reis da Pérsia.

## Cambises torna-se Rei da Pérsia
Com a morte de Ciro II, o Império Aquemênida passou legalmente para o filho mais velho do conquistador, Cambises (ou Cambúsia), homem maduro quando da morte do pai. Ele já havia governado a Babilônia, porém era outra coisa governar o maior reino do mundo.
Para criar-lhe o contexto adequado, dois acontecimentos preliminares foram necessários: Um foi garantir para ele a sucessão contra os rivais; o outro, assegurar a continuidade da linhagem, no advento de sua própria morte. Ambos eram questões de família. O principal desafiante de seu governo era o irmão mais novo, Esmérdis, ou Bárdia, pelo visto popular em demasia para a tranqüilidade de Cambises, homem severo e pouco apreciado. Conta-se que Cambises mandou esfolar um de seus juízes por corrupção e fez com que a pele do homem fosse esticada sobre sua cátedra de juiz. Para um homem de semelhante reputação, não era difícil resolver a questão de um irmão problemático. Esmérdis desapareceu sigilosamente. O escabroso fato estava na tradição real do assassinato, mas o caso foi silenciado. Enquanto isso, a segunda consideração, a produção de um herdeiro cujos laços estivessem inteiramente dentro da família, foi regulada por outro reputado costume tradicional. Os reis persas, como, aliás, outros predecessores, frequentemente se casavam com suas próprias irmãs, na busca de uma descendência pura. Cambises casou-se com duas de suas irmãs, Atossa e Roxana.

## A Conquista do Egito
Devidamente atendidos os assuntos domésticos, ele estava pronto a resolver questões de natureza superior. De Ciro, o novo rei havia herdado um caso importante em matéria de negócios pendentes. Ao contrário dos grandes príncipes de Nínive, o conquistador persa não tinha vivido o suficiente para reivindicar a vassalagem do Egito, onde um velho monarca chamado Amásis ocupava agora o trono de Mênfis.
Cambises preparou-se para resolver o assunto. Lançando mão dos povos navegadores de seu império, os gregos da Jônia e os fenícios do Levante, ele organizou uma esquadra para navegar até o estuário do Nilo. Então, convocando o exército veterano treinado por Ciro, marchou para Gaza, a derradeira cidade importante antes da inóspita faixa de deserto que separa da Palestina o subcontinente africano.
A comitiva a ele atribuída era versátil. Entre as comodidades estava sua jovem esposa Roxana. Entre os conselheiros estava o idoso rei deposto Creso, agora aparentemente um sábio no acampamento persa. Entre seus substitutos mais importantes estava um certo Dario, comandante ardiloso e descendente de uma família de sangue real.
A situação dos egípcios não era nada invejável. Havia menos de um século que o exército do Nilo fora suplantado por Nabucodonosor II. Desde então, o poderio do Egito não progredira, enquanto a Pérsia tinha crescido como um gigante faminto. Amásis gozava do prestígio de estadista e estrategista no âmbito nacional, mas era um homem idoso e os acontecimentos no exterior tinham se voltado contra ele, que primeiro vira Creso e em seguida Nabonido serem subjugados. Ele tinha investido numa amizade com os gregos por intermédio de Delíbs, contribuindo generosamente para a reconstrução do templo, mas aos governos da Grécia continental não os galvanizavam problemas a oitocentos quilómetros de distância, do outro lado do mar, e os gregos da Ásia estavam subjugados pelos persas. Ele tinha cultivado uma relação particularmente íntima com Samos, ilha grega das costas da Jônia. Quando os sâmios, convencidos da invencibilidade dos persas, não só declinaram de prestar ajuda a Amásis, como ainda colocaram barcos à disposição de Cambises, o futuro pareceu realmente incerto para o Egito.
Ainda havia, entretanto, um aliado digno de confiança, e este era indiferente à volubilidade humana: entre Gaza e o Egito estende-se o deserto, um trecho relativamente curto, em termos de deserto, porém implacável — um deserto cujas areias tórridas e indistintas, tempestades de areia ofuscantes e total aridez condenaram à morte muitos viajantes anteriores. Para Cambises e seu exército significava uma torturante viagem de uns dez dias, expostos ao sol e ao vento ressecantes, com a perspectiva de enfrentar uma nova e apaixonada resistência ao final do percurso.
A sorte estava a favor dos persas. No último minuto, um oficial mercenário a serviço de Amásis desertou, trazendo para o acampamento invasor um grupo de nómades do deserto, com cuja assistência foi montado um esquema de comboios de camelos, em revezamento para transportar água até onde Cambises estivesse, enquanto suas tropas iam avançando. Como se isso não bastasse para desanimar os egípcios, na véspera do ataque persa Amásis adoeceu e morreu subitamente, deixando nas mãos de um filho inexperiente a nação apavorada.
O novo rei, Psamético, começou a defesa com o movimento correto, desafiando os persas enquanto estes emergiam do deserto em Pelesium, a leste da apoiadora região do delta. Os dois lados lutaram desesperadamente.
O resultado era decisivo. Os egípcios lutaram por seus lares e sua soberania; os invasores lutaram conscientes de que uma retirada para o deserto que acabavam de cruzar poderia ser desastrosa (oitenta anos depois, segundo Heródoto, o campo de batalha ainda estava juncado de crânios e ossos alvejados). Entretanto, os egípcios não conseguiram suster os agressivos arianos, e ao final do dia um trepidante Psamético fez sua segunda manobra, que se provou fatal. Em vez de bater em retirada para os defensáveis cursos d'água do estuário, onde poderia ter reagrupado o exército e conseguido espaço para manobrar, ele recuou para Mênfis e se trancou na cidade.
Como expediente militar, buscar refúgio num baluarte só faz sentido
quando se pode contar com reforços, ou quando o inimigo está despreparado
para prolongar o enfrentamento. Senão, é simplesmente levar ao xeque-mate.
Psamético não tinha esperança de receber reforço e nem de que os persas,
com os recursos da terra a seu dispor, fossem debandar. Em Sardes, e contra as
cidades jónicas, eles tinham demonstrado sua aptidão para a guerra de assédio.
Agora, embora Mênfis se obstinasse na resistência, eles apertaram o cerco e
aguardaram. O fim foi inevitável.	
A queda da cidade em 525 a.C. foi a queda do Egito.
De certa forma, a conquista foi ainda mais dramática que a da Babilónia ou da Lídia, pois a magnificência da história egípcia ultrapassava os sonhos de qualquer persa, e o esplendor de seus símbolos deve ter enchido de assombro e poderosa euforia os toscos guerreiros de Cambises. Ter conquistado o Egito era ter dominado o último dos grandes reinos independentes do mundo antigo.

## Tentando Conquistar a África
A conquista é um hábito que vicia. Tendo contraído o hábito com o pai, Cambises agora estava movido a satisfazer um desejo cada vez maior. Dos pináculos de Mênfis o convite parecia estender-se a seus pés: tendo ocupado a terra dos faraós, ele agora conquistaria a África inteira.
Sua noção de África, entretanto, era um pouco imprecisa. Para o sul, a África dos antigos terminava na Etiópia. Aqui os deuses mantinham suas tertúlias noturnas — ou pelo menos assim pensava Homero, cuja ideia era de que o sol pernoitava ali. Os etíopes, ou o povo "da cara escura", gozavam da fama de soldados talentosos, organizados e bons, pois no século VIII haviam realmente dominado o Egito. Da maneira como Cambises compreendeu a rota, alcançar a Etiópia desde o Egito significava atravessar a Núbia, uma terra nua, de antiga cultura, cujos habitantes negros, milhares de anos antes do surgimento da Pérsia, tinham estado manufaturando peças de cerâmica com decorações características e lanças engenhosamente farpadas. A oeste do estuário do Nilo, os persas estavam conscientes da existência de Cartago, na região da moderna Túnis, cidade marítima frequentada por gregos, fenícios e outros. Em torno do litoral do império, Cartago era, como porto mercantil, altamente considerada. Entre o Egito e Cartago situava-se o deserto da Líbia. Cambises, agora um tanto enfastiado em relação a desertos, acreditava que o problema podia ser contornado pela tática de saltar de um oásis para outro. Deve-se acrescentar, no entanto, que ele próprio não tentou fazê-lo pessoalmente. Em vez disso, o imperador se reservava para o embate com a Etiópia, enviando para a Líbia um contingente separado de seu exército estacionado no Egito. O exército jamais chegou a Cartago, nem tampouco retornou. Segundo a tradição egípcia, a expedição simplesmente desapareceu no deserto, o que não é difícil de conceber, já que a oeste do delta existe uma área desértica suficientemente grande para fazer a faixa de Gaza parecer muito insignificante.
A campanha no sul foi igualmente ociosa. Cambises, avançando para a Etiópia por via terrestre e fluvial, não foi além da Núbia. Se pudermos acreditar no rei daquele país, os núbios destruíram a frota persa. As forças terrestres, prostradas pelas escaldantes regiões desérticas, mal conseguiram se arrastar de volta ao Egito.

## A Morte de Cambises
O fracasso teve profundo efeito sobre Cambises. Inicialmente, a exemplo de Ciro, ele tinha se esforçado até certo ponto para apaziguar os sentimentos no Egito — adotando a indumentária, os costumes e a religião dos faraós. Mas agora se espalhavam as histórias de um comportamento instável, beirando o maníaco. Divulgou-se que num ataque de mau génio ele matou Ápis, o boi sagrado egípcio, ridicularizou e queimou as estátuas dos deuses egípcios, violou antigas sepulturas e profanou as múmias. Correram boatos de ações funestas em seu próprio acampamento. Supunha-se que assassinara a esposa Roxana com um pontapé no ventre, e que tendo ordenado o assassinato de Creso sob algum pretexto, dera a contra-ordem e descontara o mau humor nos assassinos frustrados.
Dario, que no Egito fora íntimo de Cambises, tentou desfazer depois os mexericos sinistros das terras do Nilo. "A inverdade", asseverou, "espalhou-se por sobre todo o país, não só na Pérsia e na Média, mas em outras províncias." Isso é de fato, era prudente o ceticismo em relação ao escândalo que cercava as vidas privadas dos poderosos, não porque seu comportamento fosse exemplar — longe disso —, mas porque eles comandam os recursos necessários a manter
seus escândalos em segredo.
Ainda assim, parece indubitável que o imperador estivesse deprimido quando, a caminho de casa, deixou o Egito na primavera de 521 a.C. Além de seus desastres africanos, estavam chegando notícias de uma rebelião na Pérsia. Estabelecida a governabilidade de sua soberania no Nilo, ele seguiu o itinerário circular para casa através de Gaza e Damasco, levando consigo Dario.
Em algum lugar da Síria, talvez em Damasco ou Hamada, Cambises, filho de Ciro, deixou a história. Dario recorda o momento numa frase enigmática: "Ele morreu sua própria morte." Isso foi interpretado como um veredicto de suicídio, teoria plausível em face dos contínuos contratempos. Entretanto, também poderia significar que o rei morrera de ferida acidentalmente infligida a si mesmo, o que coincide com a tradição grega. Heródoto achava que ele se arruinou montado em seu cavalo.

## Titulatura
| nswt&bity |

| nswt&bity |

| ←N5 | S16 | S29 | U33→ |

| ←N5 | S16 | S29 | U33→ |

| G39 | N5 | \| \| |
|     |    |       |

|  |

| G39 | N5 | \| \| |
|     |    |       |

|  |

| ←V31 | G17 | D58 | M17 | X1→ |

| ←V31 | G17 | D58 | M17 | X1→ |

## Outras Leituras
- Asas da Liberdade (literatura espírita), Célia Xavier de Camargo, espírito Jerônimo Mendonça. Editora Petit, 2008, ISBN 978-85-7253-169-6
- Na Bíblia ele aparece com o nome de Artaxerxes no livro de Esdras capítulo 4. O rei persa que ordenou a interrupção da reconstrução do 2° Templo judeu ao receber uma carta dos adversários de Judá. (Não deve ser confundido com outro Artaxerxes do livro de Neemias que autorizou a reedificação de Jerusalém e suas muralhas.)
- "O enigma"   -psicografia- Maria Gertrudes. pelo espírito J.W.Rochester. Araras, SP,3ª edição, IDE, 2004. Relata a história de Cambyses II.